# 善波峠
善波峠（ぜんばとうげ）は、神奈川県伊勢原市と同県秦野市との間に位置する峠である。

## 概要
秦野盆地と東側の金目川沿い低地の境界でもある。近年においては自動車交通などを担う国道246号が峠の交通を成しているが、矢倉沢往還時代からの旧来の峠道も現存しており、国道246号の旧道をやや北側に入る細い峠道が相当する。この峠道は徒歩や自転車などで通行が可能である。
秦野市側は眺望が利き通過すると急に視界が開け、天候の良いときは富士山が見事な姿を見せる。
国道246号には新善波隧道が、その南側の旧道には善波隧道が供用されており、それぞれ峠の交通を成している（後述）。

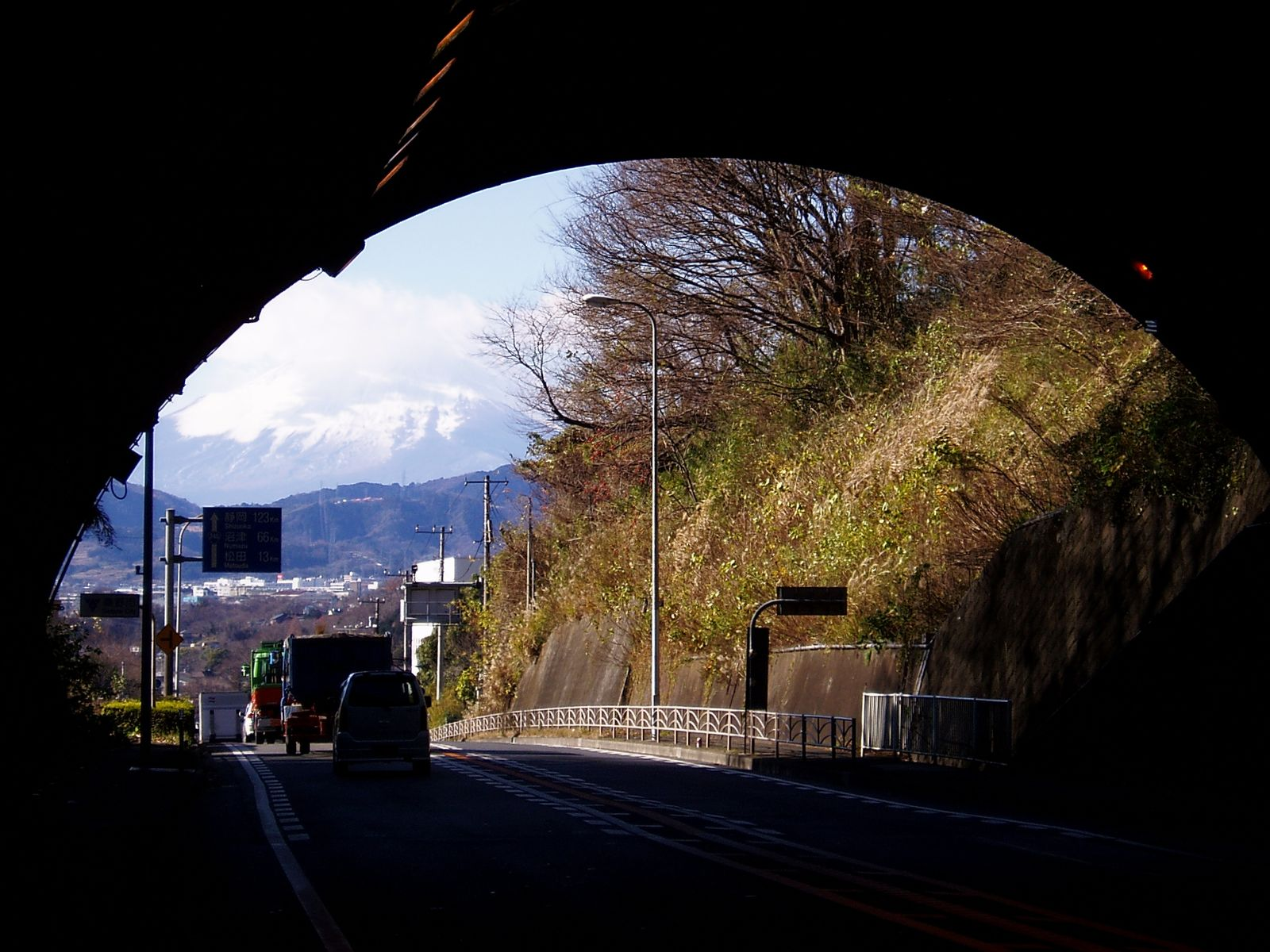
天候がよければトンネルの向こうに富士山が見える

## トンネル

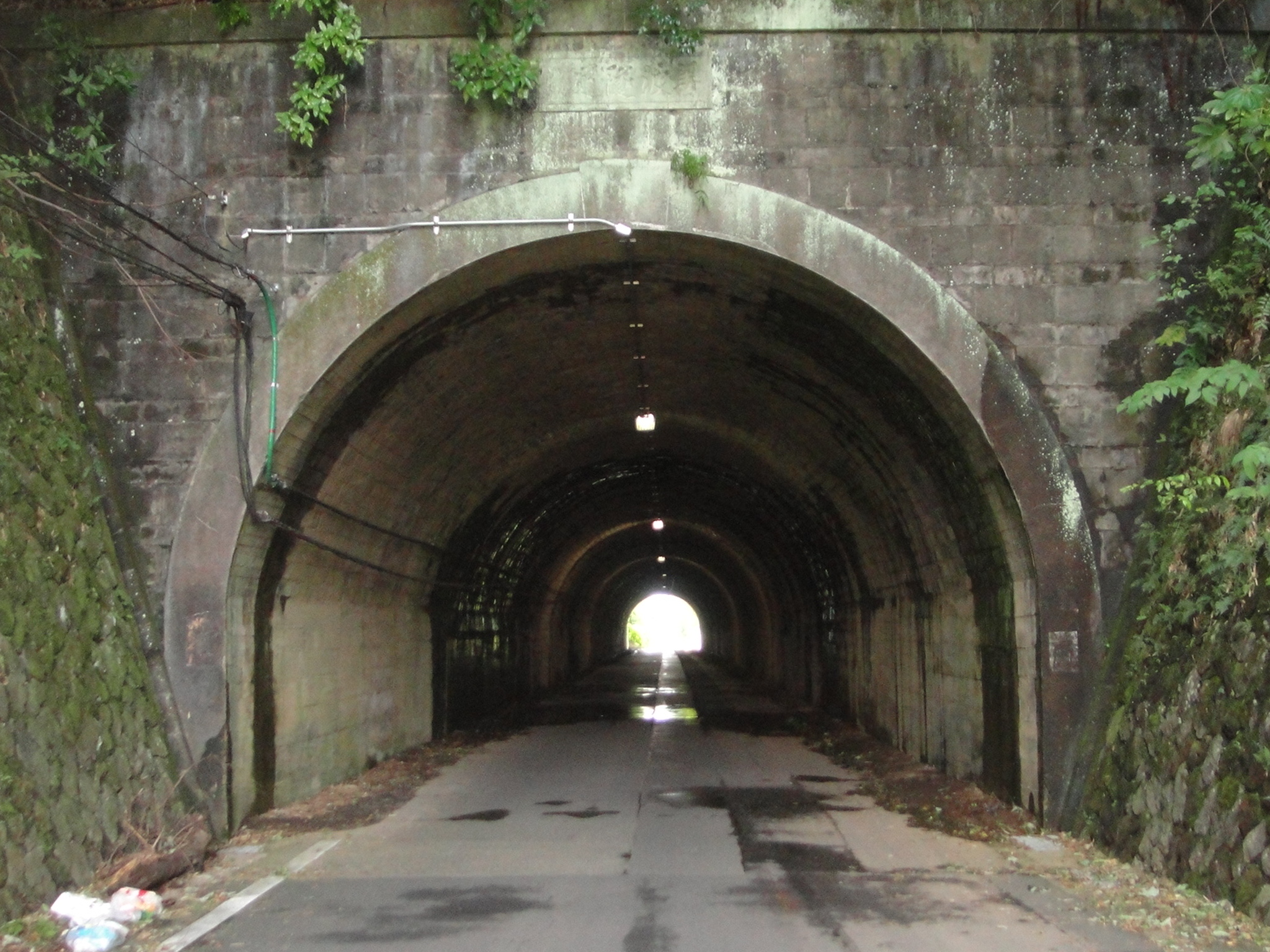
善波隧道（起点側）

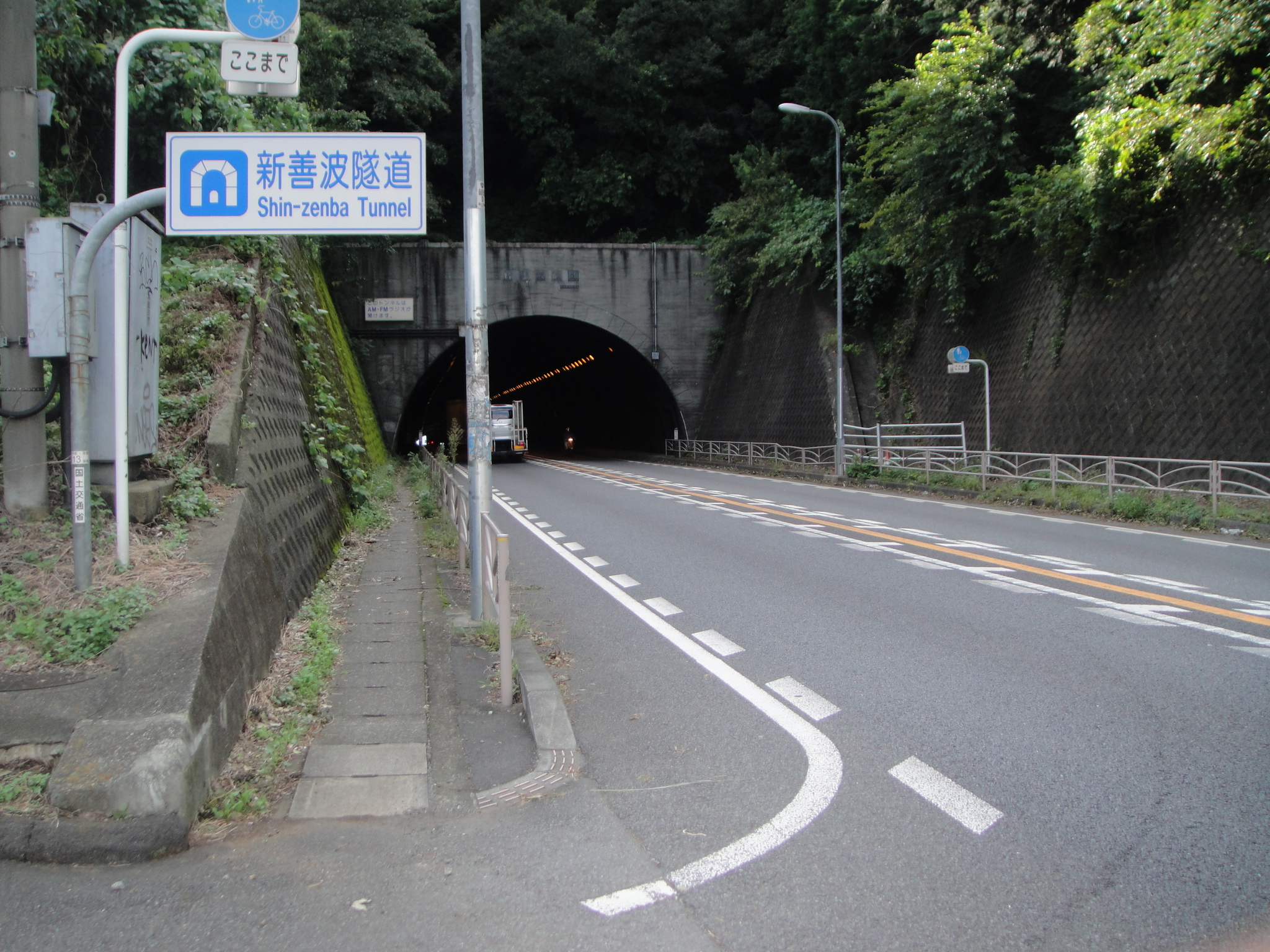
新善波隧道（起点側）

峠を短絡するための道路トンネルとして、1928年（昭和3年）に善波隧道（ぜんばずいどう）が、1963年（昭和38年）8月に新善波隧道（しんぜんばずいどう）が供用されている。

### 善波隧道（旧善波トンネル）
善波隧道（旧善波トンネル）は、国道246号の旧道にある全長158mのトンネルである。幅員は5.5m、高さは3.7mである。

### 新善波隧道
新善波隧道は、国道246号にある全長260mのトンネルである。幅員は13.5m、高さは4.5mあり、両側2車線が確保されている。
位置情報
- 北緯35度23分04秒 東経139度15分10秒 / 北緯35.38444度 東経139.25278度
- 善波 - 地理院地図
- 新善波隧道 - Google マップ